# Gloxinella
Gloxinella, monotipski biljni rod iz porodice gesnerijevki čija je jedina vrsta G. lindeniana rasprostranjenih u tropskoji Južnoj Americi (Kolumbija). Dio je podtribusa Gloxiniinae.

## Etimologija
Ime roda je deminutivni oblik generičkog imena Gloxinia.

## Opis roda
To je kopnena trajna biljka prilično slabe stabljike s ljuskastim rizomima. Stabljika je uspravna. Prašnika 4; prašnici koherentni. Nektarij prstenast, ponekad neznatno 5-režnjevit. Ovarij donji; stigma široko stomatomorfna ili nejasno dvousna. Plod je jajolika do eliptična mesnata čahura, koja se odvaja duž leđne strane i dijeli hipontij do baze. Sjemenke brojne, sitne, rombične do široko elipsoidne, široke gotovo koliko i dugačke. Broj kromosoma: 2n = 26.  Gloxinella uključuje samo jednu vrstu, G. lindeniana, koja je povijesno bila uključena i u Gloxinia i u Kohleria. Molekularni rad je pokazao da nije blisko povezan ni s jednim od tih rodova. G. lindeniana je bliža Monopyleu i ima plod sličan Monopyleu. Cvjetovi su mirisni.

## Sinonimi
- Gloxinia lindeniana (Regel) Fritsch; Oesterr. Bot. Z. 63: 66 (1913)
- Gloxinia tydaeoides Hanst. ex Regel; Gartenflora, 257 (1868)
- Isoloma lindenianum (Regel) G.Nicholson; Dict. Gardening 2: 201 (1885)
- Kohleria lindeniana (Regel) H.E.Moore; Gentes Herbarum 8: 380 (1954)
- Tydaea lindenii André; Illustr. Hortic. 20: (1873) 183. t. 147
- Tydaea lindeniana Regel; Gartenfl. 17: (1868) 257. t. 589